# Kamienica braci Zamboni w Warszawie
Kamienica braci Zamboni – nieistniejąca już czteropiętrowa kamienica, która znajdowała się przy ul. Marszałkowskiej 127 w Warszawie.

## Opis
Kamienica została wzniesiona w latach 1893–1894 według projektu Józefa Piusa Dziekońskiego. Wybudowana została w miejscu XVIII-wiecznego dworku „Pod filarkami”. Znajdowała się naprzeciw wlotu ulicy Moniuszki.
Elewację licowano kolorowymi płytkami, na parterze kamienica miała duże ostrołukowe witryny, a wyżej dwukondygnacyjne loggie. Kompozycję dopełniały maswerki, balkony z kutymi balustradami. Budynek zwieńczony był schodkowym szczytem oraz gotycką attyką.
18 sierpnia 1944 w oficynę uderzył pocisk, w wyniku czego zginęło prawie 60 osób. Po upadku powstania warszawskiego kamienica została spalona. W 1946 rozebrano jej front do parteru. Miejsce po budynku zostało włączone w nowo powstały plac Defilad. 